# Windows 11
Windows 11 je operativni sustav tvrtke Microsoft. Najavljen je 24. lipnja 2021. godine kao nasljednik Windowsa 10. Sustav je izašao 5. listopada 2021. godine.

## Razvoj
Zaposlenik Microsofta Jerry Nixon izjavio je da će Windows 10 biti posljednja verzija Windowsa, te kako će ažuriranja sustava biti redovna. Međutim, nagađanja o novom izdanju Windowsa pojavila su se u siječnju 2021. godine, nakon objavljenoga popisa poslova koji se odnosi na "opsežno vizualno pomlađivanje sustava Windows".
Ime "Windows 11" slučajno se pojavilo u službenom dokumentu kojega je u lipnju 2021. objavio Microsoft. Dana 15. lipnja 2021. godine na internet su procurile slike radne površine sustava Windows 11.

### Najava
Na konferenciji Microsoft Build direktor Microsofta Satya Nadella rekao je da će službena najava Windowsa 11 uskoro doći. Tjedan dana nakon Nadellinoga govora Microsoft je počeo slati pozivnice za virtualni događaj vezan za sustav Windows 11 koji se održao 24. lipnja 2021. godine. Istoga dana je Panos Panay, glavni proizvodni direktor Microsofta, službeno najavio izlazak Windowsa 11.

## Značajke
Microsoft Store je u Windowsu 11 redizajniran. Microsoft sada omogućuje programerima distribuciju Win32, progresivnih web aplikacija i ostalih tehnologija u Microsoft Store aplikaciji. Video platforma Microsoft Teams je integrirana u programsku traku (taskbar). Skype više neće biti zadani program u Windowsu 11.
Microsoft je promovirao poboljšanja performansi, npr. manja veličina ažuriranja, brža potvrda identiteta u programu Windows Hello, i slično.
Aplikacija Xbox je uključena u sustav Windows 11. Auto HDR i DirectStorage iz konzola Xbox Series X and Series S su integrirane u Windows 11; potrebna je grafička kartica koja podržava DirectX 12 Ultimate i NVMe SSD veličine 1 terabajta.

### Korisničko sučelje
Ikone u programskoj traci više nisu na lijevoj strani, već su pomaknute u sredinu, iako se ta postavka može lako promijeniti. Također, programska traka više se ne može pomicati ulijevo, gore ili udesno.
Windows 11 dolazi s novim oblikom slova (font) pod nazivom Segoe UI Variable. On je dizajniran da se bolje razmjeri s monitorima koji imaju veći DPI (točkica po inču, dots per inch).

### Sigurnost sustava
Kao dio minimalnih sistemskih zahtjeva, Windows 11 koristi se samo na uređajima sa sigurnim koprocesorom Trusted Platform Module 2.0 (modul pouzdane platforme). Prema riječima Microsofta, koprocesor TPM 2.0 je "kritični zid" za zaštitu protiv hardverskih napada.
Windows 11 također podržava identifikaciju preko značajke Windows Hello, kao i njegov prethodnik Windows 10.

## Sistemski zahtjevi
| Komponenta                          | Minimalni zahtjevi                                                                    |
| ----------------------------------- | ------------------------------------------------------------------------------------- |
| Procesor                            | 64-bitni, 1 GHz takta, 2 jezgre                                                       |
| Memorija (RAM)                      | 4 GB                                                                                  |
| Skladišni prostor                   | 64 GB                                                                                 |
| Firmware                            | UEFI                                                                                  |
| Sigurnost                           | UEFI, uključen prema zadanim postavkama                                               |
| Sigurnost                           | Trusted Platform Module (TPM), verzija 2.0                                            |
| Grafička kartica                    | kompatibilna s DirectX 12 i driverom Windows Display Driver Model 2.0 (WDDM)          |
| Prikaz                              | zaslon visoke razlučivosti (720p) dijagonalno veći od 9 inča, 8 bita po kanalu u boji |
| Internetska veza i Microsoft računi | obavezni                                                                              |
| Kamera                              | potrebna za laptope od 2023. godine                                                   |

## Vanjske poveznice
- Službena stranica